# Магнетик-Айленд
Магнетик-Айленд (англ. Magnetic Island «Магнитный остров») — остров у побережья Австралии. Расположен в 8 км от крупного города Таунсвилл, относится к штату Квинсленд.

## Название
Остров получил своё имя от «магнитного» эффекта, который он оказал на компас судна капитана Кука, который проследовал мимо, изучая восточное побережье Австралии в 1770 году. С тех пор потомки неоднократно пытались понять, что это был за эффект, используя различные инструменты, но безрезультатно. Однако он обыгрывается в романе 2015 года «A Tango with the Dragon».
Местные обиходные названия острова — «Maggie Isle», и «Maggie Island».

## Население
Почти всё постоянное население проживает в четырёх населённых пунктах, расположенных на острове. Также он популярен у внутренних и иностранных туристов, для которых построены отели и создана инфраструктура.

## История

### До прихода европейцев
Австралийские аборигены жили на острове и перемещались между ним и материком на каноэ задолго до появления в Австралии первых европейцев. Они называли остров Yunbenun. Известно о существовании на Магнетик-Айленде их временных поселений, наскальных рисунков и мест погребения (последние, однако, пока не обнаружены). Так как папуасы Новой Гвинеи и островов Торресова пролива использовали сезонные северные ветры для своих экспедиций на юг вдоль побережья Австралии, в ходе которых занимались охотой за головами, население острова ежегодно заранее уплывало на материк, чтобы избежать встречи с ними. Эти набеги, о которых сегодня известно из фольклора аборигенов, прекратились только после появления в 1871 году в регионе Торресова пролива, откуда приплывали нападавшие, европейских миссионеров.

### Европейский период
После плавания Кука в 1770 году европейцы стали селиться в Австралии. Роберт Таунс основал город Таунсвилл, что послужило основой для развития региона, включая остров.
Бухта Picnic Bay получила своё имя из-за популярности, которой пользовалась как место отдыха европейских поселенцев колониальной Австралии задолго до того, как они стали жить на острове постоянно. В середине XIX века на Магнетик-Айленде добывали древесину и камень, использовавшийся затем для строительства на материке, а также кораллы. В 1875 остров стал карантинным пунктом.
К 1890 году в бухте был создан курорт. В 1898 Robert Hayles Sn. продал свои активы на материке и купив этот курорт сделал многое для его развития и привлечения туристов. В 1901 при помощи судна Bee он наладил регулярное паромное сообщение с островом. Через год корабль погиб на скалах и был заменён другим. Компания Хейлза вела дела до 1970-х.

### Вторая мировая война
Близость Таунсвилла и возможность контролировать Квинслендскую бухту сделали остров стратегически важным пунктом во время войны на Тихом океане. Здесь располагались форты, береговая батарея и пункт отдыха для войск.
Морские лётчики с базы в Таунсвилле прилетали к острову на тренировки. Целью служил остов корабля SS City of Adelaide, лежащий на мелководье с 1916 года. 22 октября 1942 года во время тренировочного бомбометания один из самолётов зацепился за мачты судна и рухнул в воду, четверо лётчиков погибли.

### Послевоенная история
В 1971 остров сильно пострадал от циклона, однако быстро оправился от удара.
В 2012 часть земель была передана ассоциации аборигенов.

## Природа
Остров является раем для флоры и фауны. 54 % его площади занимает национальный парк Magnetic Island National Park, в основном расположенный в гористой местности. Высшая точка Магнетик-Айленда — гора Маунт-Кук (гора Кука), высотой 497 м над уровнем моря.
По состоянию на 2013 год на острове проживало более 800 коал. Эта популяция считается северной границей их ареала.
Вокруг острова наблюдается большое разнообразие видов рыб.

## Достопримечательности
На острове расположены национальный парк, а также объекты австралийского наследия — исторические форты времён Второй мировой войны, эспланада Пикник-Бэй. Здесь регулярно проводится несколько культурных фестивалей.